# آرتورو فرونديزي
ارتورو فرونديزى (بالإسبانية: Arturo Frondizi)‏ (و. 1908 – 1995 م) هو محام، وسياسي من الأرجنتين .

## التعليم
تعلم في جامعة بوينس آيرس.

## روابط خارجية
- آرتورو فرونديزي على موقع مونزينجر (الألمانية)
- آرتورو فرونديزي على موقع إن إن دي بي (الإنجليزية)